# Ichneumon alpinator
Ichneumon alpinator là một loài tò vò trong họ Ichneumonidae.